# كارل بوغ
كارل بوغ (بالنرويجية البوكمول: Carl Bugge)‏ هو جيولوجي نرويجي، ولد في 13 سبتمبر 1881 في Heddal (village) ‏ في النرويج، وتوفي في 4 أبريل 1968 في أوسلو في النرويج.